# Sun Ra/Diskografie

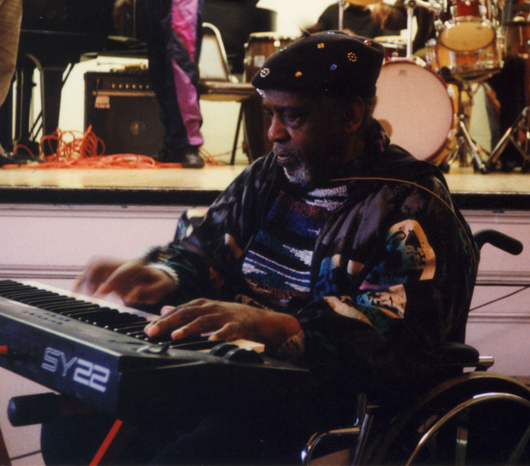
Sun Ra (1992)

Diese Diskografie ist eine Übersicht über die veröffentlichten Tonträger des US-amerikanischen Jazzmusikers Sun Ra. Sie umfasst seine Studioalben unter eigenem Namen bzw. mit dem Sun Ra Arkestra (Abschnitt 1), seine Livealben (Abschnitt 2), die Singles (Abschnitt 3), seine Mitarbeit bei weiteren Produktionen (Abschnitt 4), posthum erschienene Veröffentlichungen (Abschnitt 5) ausgewählte Kompilationen (Abschnitt 6) und die Space Poetry Reihe seiner Spoken-Word-Produktionen (Abschnitt 7). In einem weiteren Abschnitt 8 werden die Aufnahmen des Sun Ra Arkestra nach seinem Tod gelistet, die unter der Leitung von Marshall Allen stattfanden. Nach Angaben des Diskografen Tom Lord war Sun Ra zwischen 1950 und 1993 an 347 Aufnahmesessions beteiligt.

## Einführung
Die meisten LPs erschienen auf El Saturn Research, das vielleicht das langlebigste Musiker-eigene Label war. Darauf veröffentlichte Ra zwischen 1956 und 1988 71 Alben und 26 Singles mit Musik des Sun Ra Arkestra. Das Saturn-Label presste jedoch Platten in sehr kleinen Mengen, oft nicht mehr als 50 Exemplare. Sun Ras umfangreiche Diskografie – zusätzlich zu Studioaufnahmen zeichnete er stetig Proben und öffentliche Auftritte auf – ist ebenso mythenumwoben wie Ra selbst, schrieb Chris May. Von Mitte der 1950er-Jahre bis zu seinem Tod 1993 veröffentlichte er Platten hauptsächlich auf seinem eigenen Label El Saturn und verkaufte sie nicht über Plattenläden, sondern bei Auftritten des Arkestra. Die Auflagen waren häufig auf weniger als 100 Exemplare begrenzt, und es gab kein zuverlässiges Katalogisierungssystem. Hüllen der LPs wurden oft einzeln von Hand gezeichnet (ihr Design und Inhalt veränderten sich im Laufe der Jahre) und verschiedene Alben wurden regelmäßig mit neuen Titeln, neuen Hüllen oder einem völlig anderen Auflistungen der Stücke neu veröffentlicht. Mit fast zweihundert Alben, die im Laufe seines Lebens veröffentlicht wurden (und mehreren Büchern, die dem Versuch gewidmet sind, sie alle zu dokumentieren und dabei möglichst korrekte Angaben zu machen), „gibt es eine Klanggalaxie zu erkunden“, meinte Andy Beta, von Doo-Wop bis zu abstraktem Lärm, Big-Band-Swing „bis hin zu polyrhythmischen Miniaturen und Free-Jazz-Raketen zu schwerkraftfreien Weltraumgesängen.“
Die Cover von Saturn-LPs, die von 1957 bis 1988 herausgegeben wurden, gelten inzwischen als ikonisch – einige wurden von kommerziellen Druckmaschinen hergestellt, aber viele wurden von Hand gefertigt. Ab den 1970er-Jahren schickte das Presswerk Kisten mit Schallplatten, jede in einer dünnen Papierhülle und äußerem Karton in einem leeren Umschlag, an Sun Ra, den Hauptsitz und die Wohnräume der Arkestra-Gruppe im Stadtteil Germantown in Philadelphia. Dort dekorierten sie die Hüllen der LPs mit Filzstiften, Farbe, Kopien, Fotos und verschiedenen Materialien – sogar zugeschnittene Quadrate von Duschvorhängen.